# Kamienica Grzegorza Stiagatowa w Warszawie
Kamienica Grzegorza Stiagatowa – dwupiętrowa kamienica w Warszawie na rogu ulic Marszałkowskiej i Świętokrzyskiej. Rozebrana w 1936 lub 1938.

## Historia
Powstała około 1863 dla Grzegorza Stiagatowa według projektu architekta Józefa Orłowskiego, w wyniku rozbudowy starszego piętrowego domu. Z czasem budynek został pozbawiony zdobień elewacji.
W 1936 lub 1938 kamienica została rozebrana pod budowę gmachu Centrali PKO.